# 千城台北站
千城台北站（日语：／ Chishirodai-kita eki */?）是一個位於日本千葉縣千葉市若葉區千城台北一丁目，屬於千葉都市單軌電車2號線的高架單軌電車車站。

## 歷史
- 1988年（昭和63年）3月28日：開業。
- 2009年（平成21年）3月14日：引入PASMO。

## 車站構造
此站是對向式月台2面2線的高架車站。

### 月台配置
| 月台 | 路線  | 目的地         |
| ---- | ----- | -------------- |
| 1    | 2號線 | 千城台方向     |
| 2    | 2號線 | 都賀、千葉方向 |

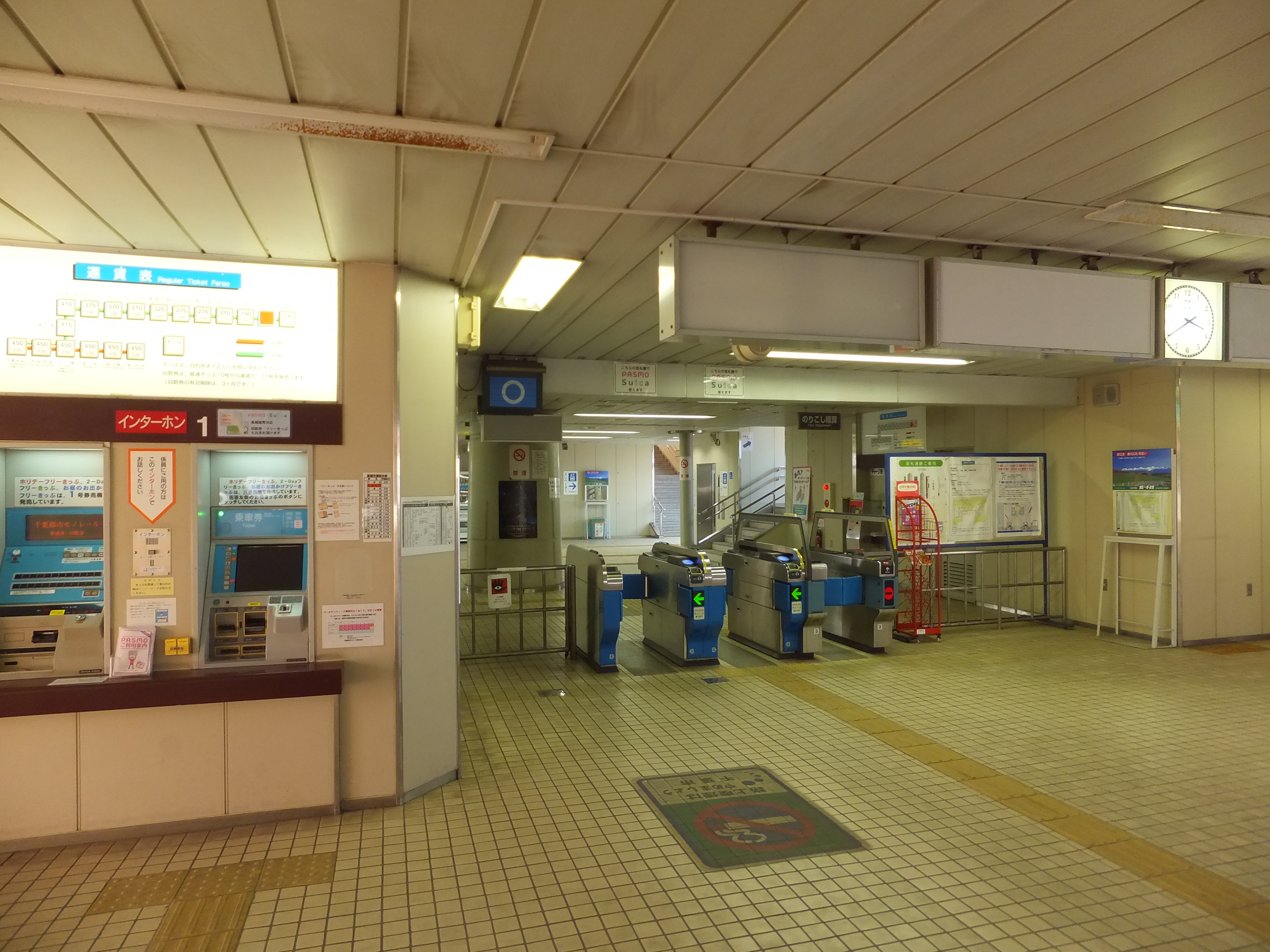
閘口（2012年5月6日）
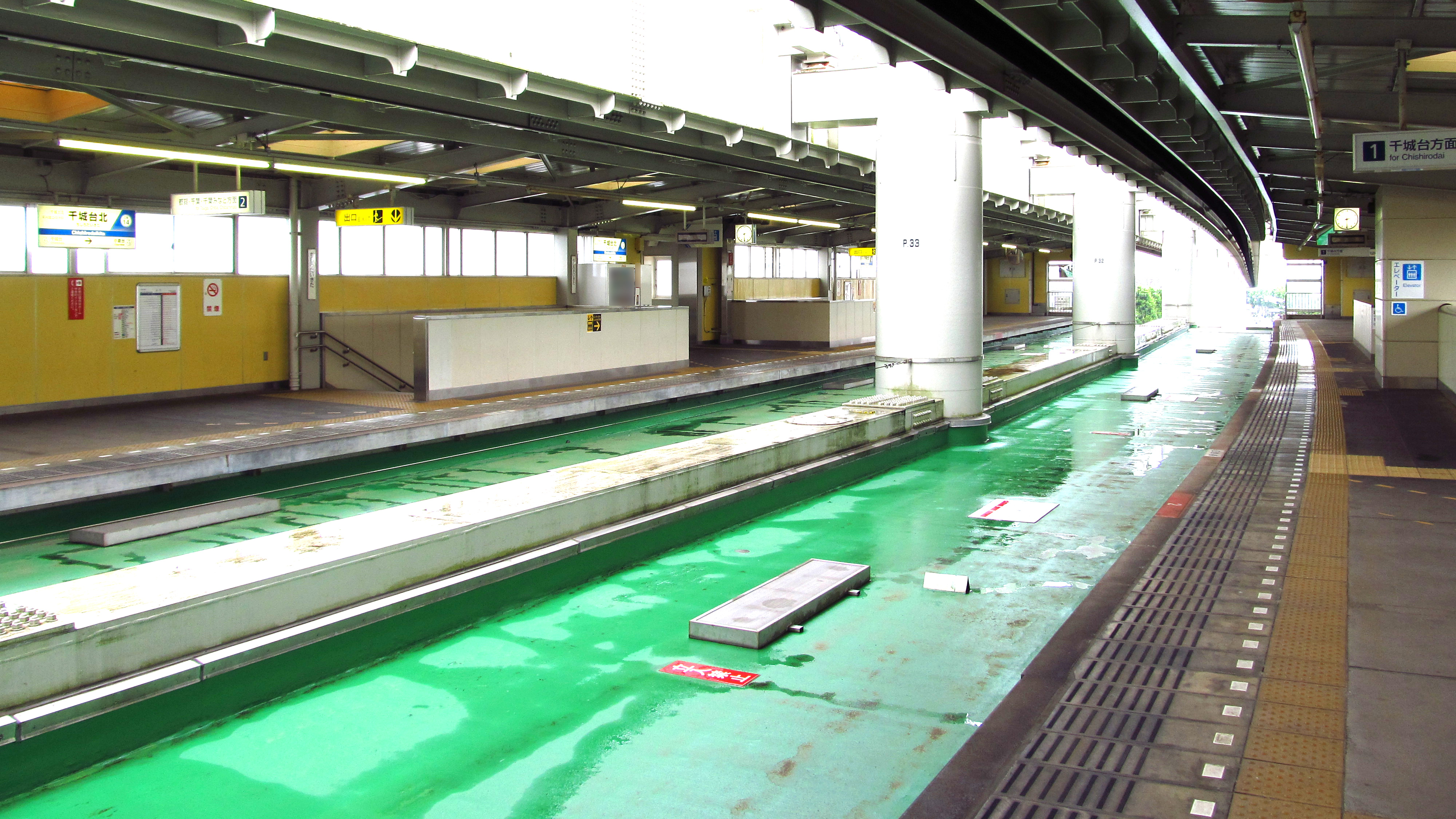
1號月台（2019年7月1日）
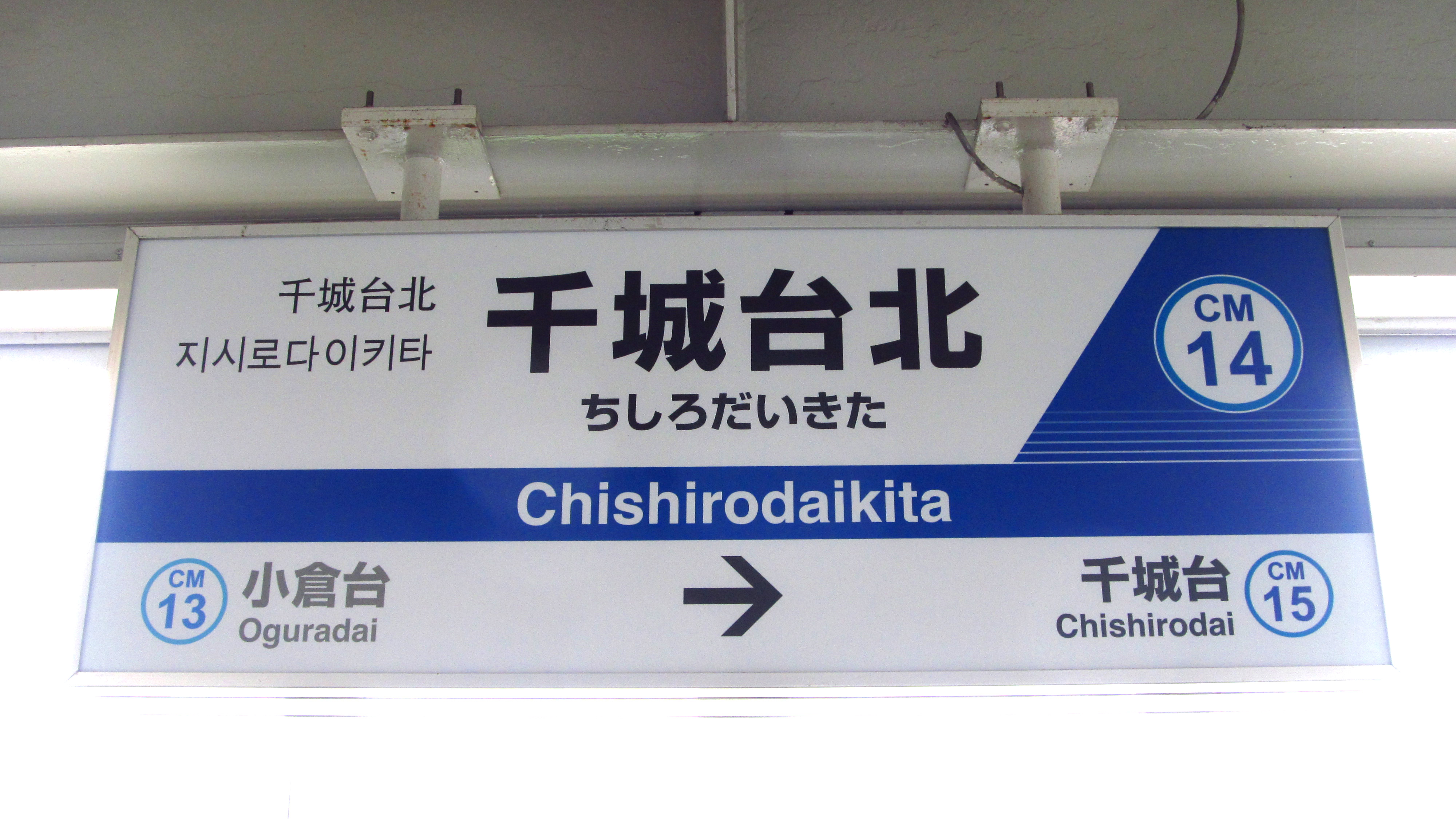
1號月台站名牌（2019年7月1日）

## 使用情況
2017年度1日平均上車人次為1,032人。千葉都市單軌電車18個車站當中排行第13位。
近年1日平均上車人次推移如下表。
| 年度   | 千葉都市單軌電車 |
| ------ | ---------------- |
| 1999年 | 770              |
| 2000年 | 722              |
| 2001年 | 726              |
| 2002年 | 721              |
| 2003年 | 731              |
| 2004年 | 709              |
| 2005年 | 718              |
| 2006年 | 710              |
| 2007年 | 709              |
| 2008年 | 752              |
| 2009年 | 808              |
| 2010年 | 819              |
| 2011年 | 842              |
| 2012年 | 895              |
| 2013年 | 932              |
| 2014年 | 936              |
| 2015年 | 972              |
| 2016年 | 1,004            |
| 2017年 | 1,032            |

## 相鄰車站
千葉都市單軌電車
 2號線
小倉台（CM13）－千城台北（CM14）－千城台（CM15）